# Ireo
Ireo è un personaggio della mitologia greca, associato alla mitologia di Tebe. È l'eponimo della città di Iria, in Beozia, di cui secondo alcuni autori fu re, anche se altri lo dipingono come un semplice contadino. Altre versioni localizzano il mito in Tracia o sull'isola di Chio

## Mitologia
Ireo è descritto come figlio del dio Poseidone e della pleiade Alcione, e quindi fratello di Iperenore e Etusa. Con la ninfa Clonia, fu il padre di Nitteo e Lico, che divennero re di Tebe. Altri autori gli assegnano altri figli, tra cui Orione e Criaco. 